# Tiquadra aeneonivella
Tiquadra aeneonivella är en fjärilsart som beskrevs av Walker 1864. Tiquadra aeneonivella ingår i släktet Tiquadra och familjen äkta malar.
Artens utbredningsområde är Venezuela. Inga underarter finns listade i Catalogue of Life.